# プーアル駅
プーアル駅 （中国語: 普洱站、英語: Pu'er City railway station) は、中華人民共和国雲南省普洱市にある玉磨線の鉄道駅であり、標高約1,340mのところにある。

## 駅周辺
- 景邁山 - 景邁山古茶園は世界文化遺産に登録されている[1]。景邁山には9つの集落がありオンワ村そのうちの1つで、標高1400m～1600mにある人口500人のプーラン族が暮らす村。摘みたてのお茶を試飲できる。